# Wallenberg (schwedische Familie)

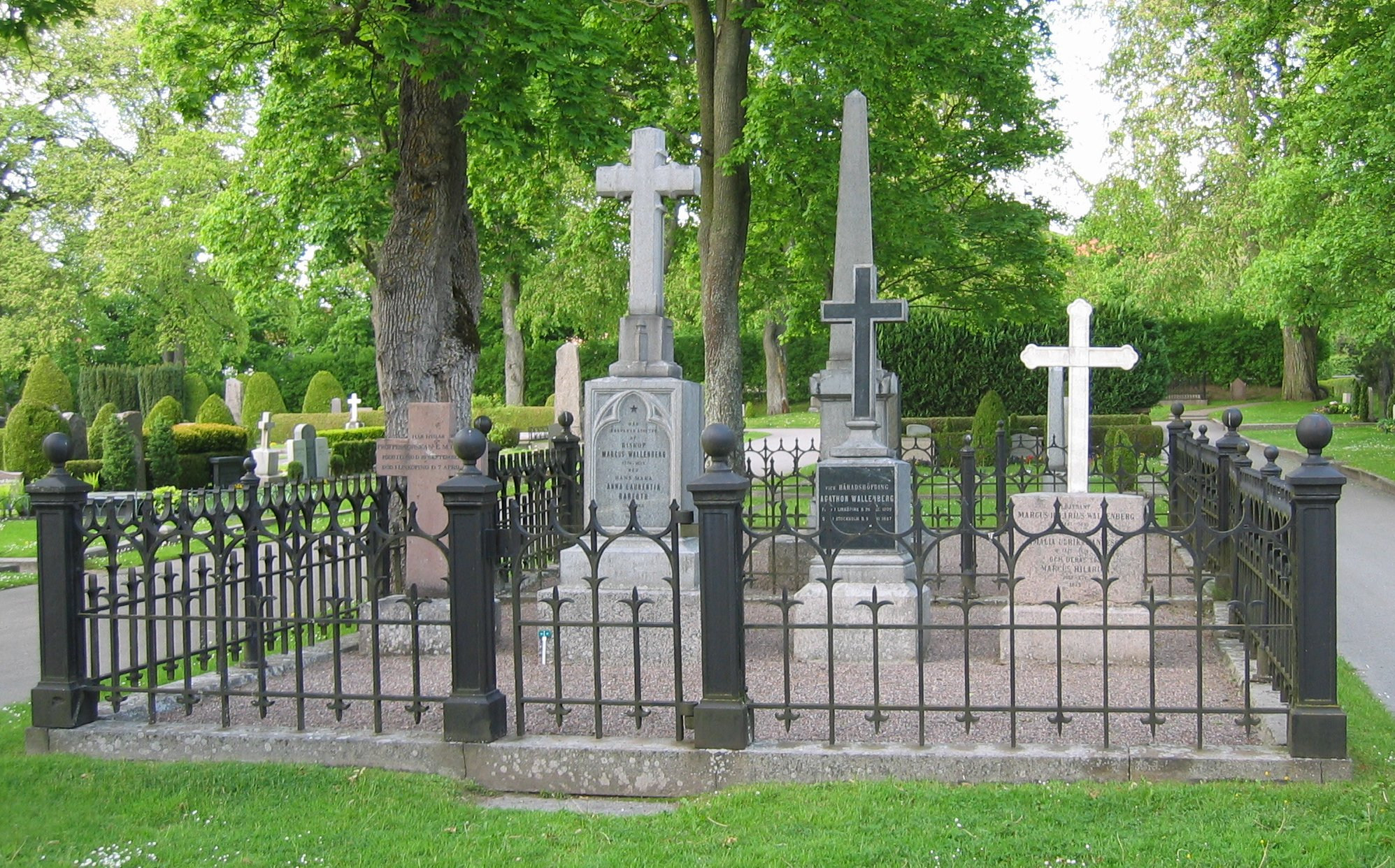
Familiengrab der Familie Wallenberg auf dem Friedhof von Linköping

Die Familie Wallenberg ist eine wohlhabende und einflussreiche Familiendynastie in Schweden. Seit der Gründung der Stockholms Enskilda Bank im Jahr 1856 durch André Oscar Wallenberg, aus der die noch heute existierende Großbank Skandinaviska Enskilda Banken (SEB) hervorging, ist die Familie im Bankwesen und auch in einer Reihe anderer Wirtschaftssektoren tätig.

## Anteile in der Industrie
Ihre Bekanntheit und Bedeutung verdankt die Familie jedoch ihren Besitzanteilen an schwedischen Industrieunternehmen. Diese Anteile bestehen zumeist nicht in Form direkten Aktienbesitzes, sondern als Mehrheitsbeteiligungen an Investmentgesellschaften wie der Investor AB, die ihrerseits größte Einzelaktionäre der Unternehmen sind. Aufgrund dieser Praxis ist es der Familie Wallenberg seit Generationen möglich, Aufsichtsratsposten von Unternehmen in einem Maße zu besetzen, das weit über den proportionalen Anteil ihres tatsächlichen Besitzes hinausgeht. Unterstützt wird diese Praxis durch eine schwedische Gesetzgebung, die es ermöglicht, durch Überkreuzbeteiligungen von Unternehmen, Aktien mit unterschiedlichen Stimmrechten sowie über personelle Verflechtungen mit geringen Besitzanteilen eine dominante Kontrolle über Unternehmen auszuüben. Diese Praxis wird auch von anderen schwedischen Familien genutzt, jedoch ist die Wallenberg-Familie bei weitem der größte zusammenhängende Kapitaleigner.
Nach Schätzungen werden rund 40 Prozent der Marktkapitalisierung der schwedischen Industrie durch die Wallenbergs kontrolliert. Dies bedeutet eine in Europa beispiellose Machtkonzentration, die unter anderem dazu führt, dass die Familie durch Abstimmung der von ihr kontrollierten Unternehmen zu einem wichtigen Akteur nationaler Industriepolitik wurde. Stabilisiert wird das Kontrollsystem der Wallenbergs seit Jahrzehnten auch durch die Unterstützung von Arbeitnehmern und der (zumeist regierenden) schwedischen Sozialdemokratie, da die Unternehmenspolitik der Familie auf langfristige und wachstumsorientierte Entwicklungen sowie stabile Arbeitsbeziehungen ausgerichtet ist.
Damit bildet das industrielle Imperium der Wallenbergs einen festen Bestandteil des „schwedischen Modells“ kooperativer industrieller Beziehungen. Einen weiteren besonderen Vorteil bildet laut Analysten das weltweite Informationssystem der Familie aus Experten und ehemaligen hochrangigen Mitarbeitern.
Die Unternehmen im Einflussbereich der Wallenbergs sind in überdurchschnittlichem Maße internationalisiert. Man kann behaupten, dass diese lange Tradition internationalen Wachstums und technologischer Verflechtung wesentlich zur Entwicklung Schwedens von einem armen Agrarstaat zu einem hochentwickelten Industrie- und Wohlfahrtsstaat, dem sogenannten „Folkhemmet“ (Volksheim), beigetragen hat.
Das Vermögen der Wallenbergs, das 2024 insgesamt über 300 Milliarden schwedische Kronen (ca. 26 Milliarden Euro) betrug, gehört zu einem großen Teil nicht den einzelnen Familienmitgliedern, sondern 16 von der Familie kontrollierten Stiftungen. Die erste Stiftung war 1917 vom kinderlosen Ehepaar Knut und Alice Wallenberg-Nickelsen gegründet worden.

## Wallenberg-Unternehmensgruppe
Zur Wallenberg-Unternehmensgruppe zählen die Investor AB sowie teilweise indirekt Anteile an unter anderem: AB SKF, ABB, Astra Zeneca, Atlas Copco, Contex, Electrolux, Ericsson, Husqvarna AB, IBX, Saab, SEB und seit 2007 über Husqvarna auch Gardena.
In Deutschland bestanden und bestehen seit 1994 über die Investmenttochter EQT Private-Equity-Beteiligungen an vielen deutschen Unternehmen. In der Vergangenheit bestanden unter anderem Beteiligungen an: Carl Zeiss Vision (dem Augenoptik-Geschäft von Carl Zeiss, bis 2010), Kabel BW (bis 2012), Leybold Optics (bis 2012), SAG-Gruppe (bis 2017) und Symrise (bis 2007).

## Bekannte Familienmitglieder

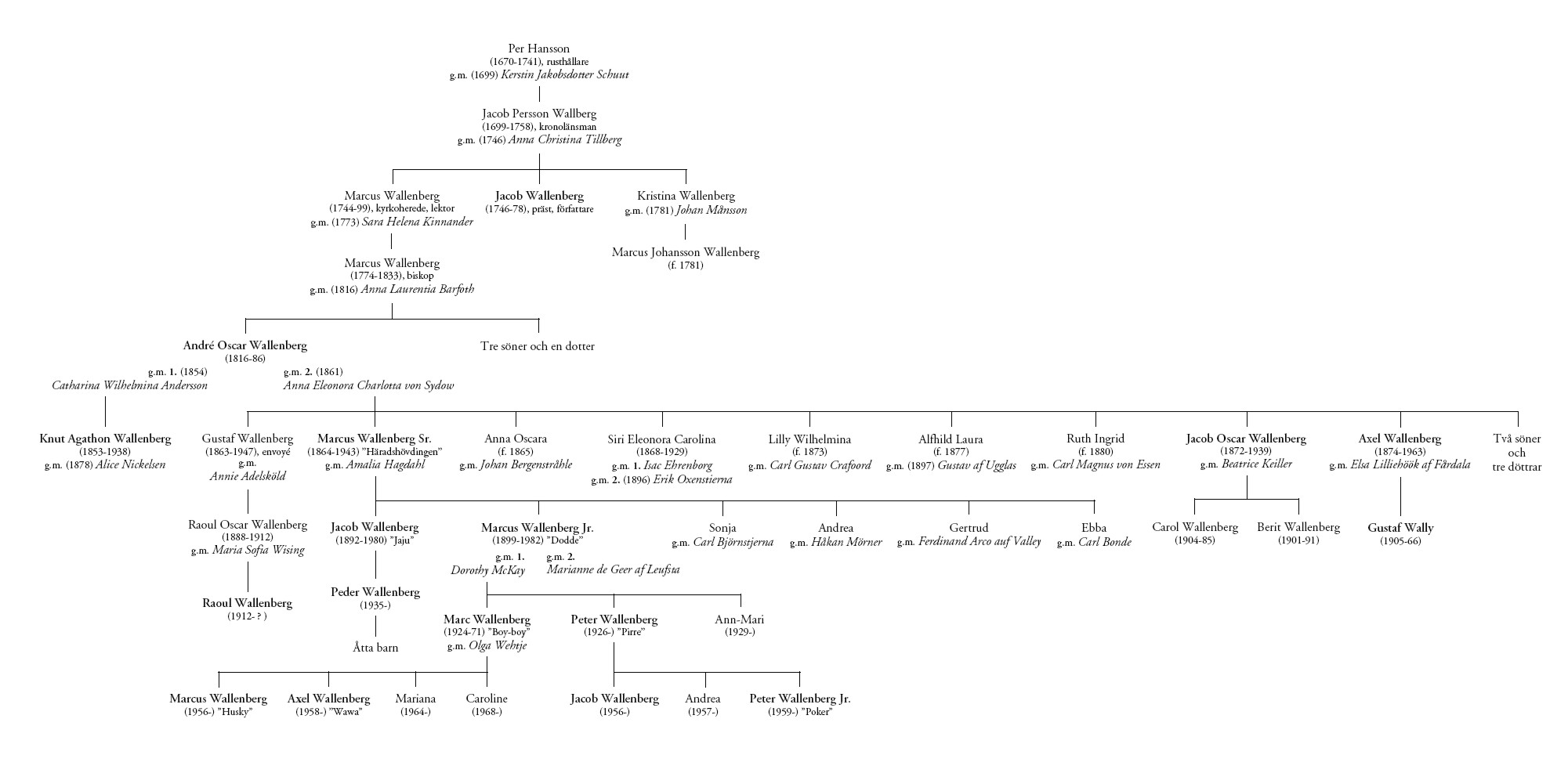
Stammtafel der Wallenberg-Familie

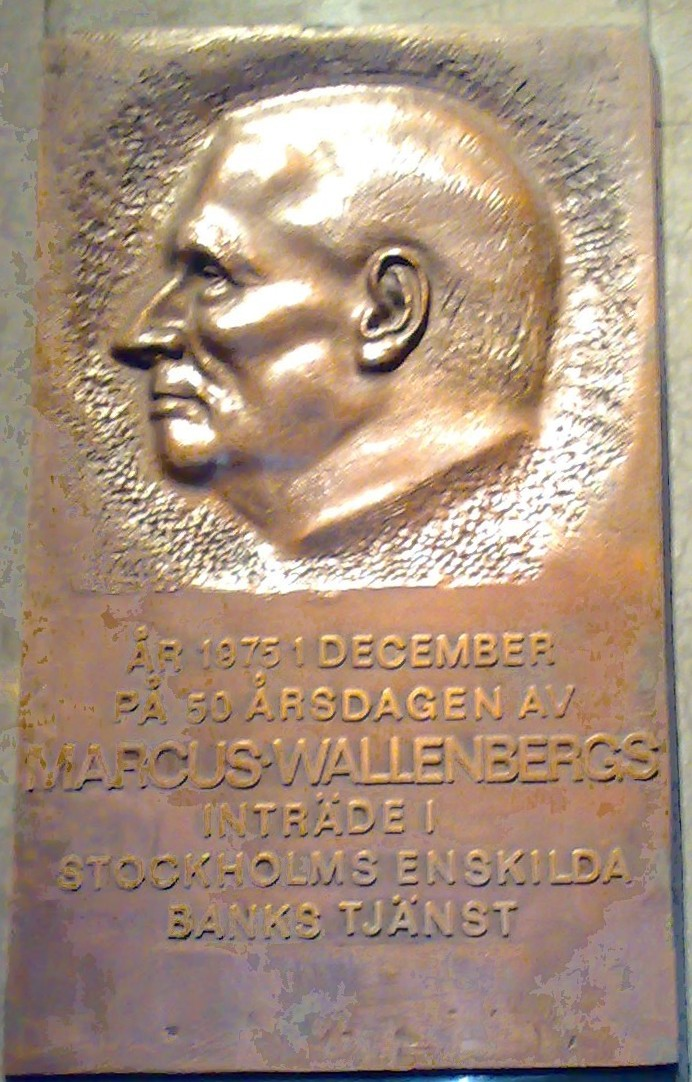
Marcus Wallenberg junior

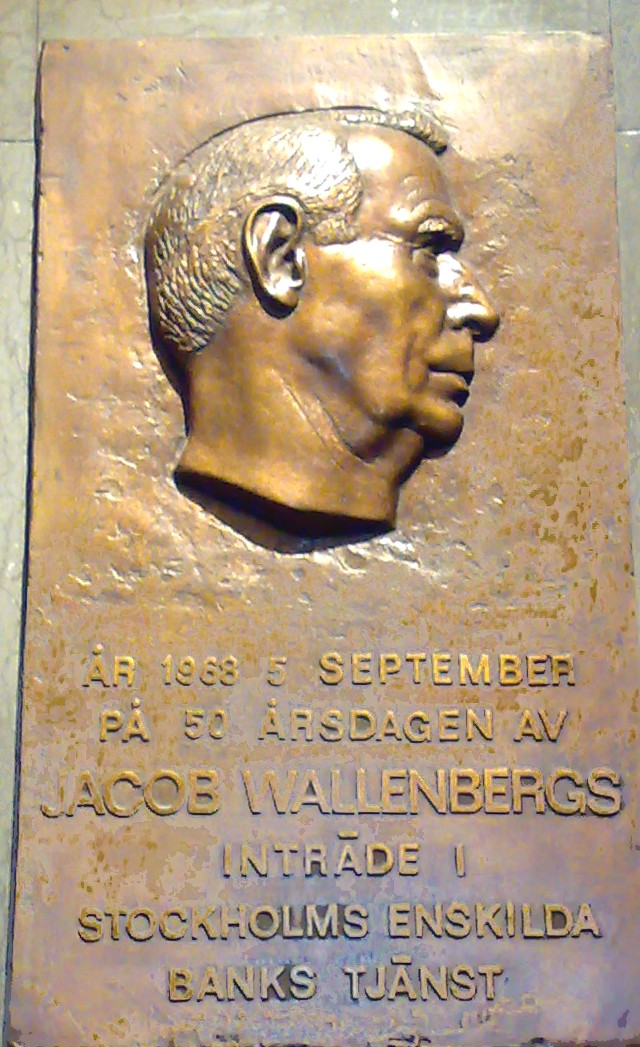
Jacob Wallenberg senior

- Jacob Wallenberg (1746–1778): schwedischer Geistlicher und Autor
- Marcus Wallenberg (1774–1833): Neffe von Jacob Wallenberg, Bischof von Linköping
- André Oscar Wallenberg (1816–1886): Sohn von Marcus Wallenberg, schwedischer Marineoffizier, Zeitungsherausgeber, Politiker und Gründer der SEB
- Knut Agathon Wallenberg (1853–1938): Sohn von André Oscar Wallenberg, schwedischer Bankier und Politiker (schwedischer Außenminister von 1914 bis 1917)
- Gustaf Wallenberg (1863–1937): Sohn von André Oscar Wallenberg, schwedischer Diplomat
- Elsa Wallenberg (1877–1951), Frau von Axel Wallenberg; Tennisspielerin und Olympionikin
- Marcus Laurentius Wallenberg (1864–1943): Sohn von André Oscar Wallenberg, schwedischer Bankier und erfolgreicher Industrieller
- Jacob Wallenberg senior (1892–1980): Sohn von Marcus Wallenberg (senior), schwedischer Bankier, Industrieller und Diplomat
- Marcus Wallenberg (1899–1982): Sohn von Marcus Wallenberg, schwedischer Bankier, Industrieller und Diplomat
- Raoul Wallenberg (1912–1952): Enkel von Gustaf Wallenberg, schwedischer Diplomat und Retter von ungarischen Juden vor dem Holocaust
- Marc Wallenberg (1924–1971): Sohn von Marcus Wallenberg (junior), schwedischer Bankier und Industrieller
- Peter Wallenberg senior (1926–2015): Sohn von Marcus Wallenberg (junior), schwedischer Bankier und Industrieller
- Jacob Wallenberg (* 1956): Sohn von Peter Wallenberg (senior), schwedischer Bankier und Industrieller
- Marcus Wallenberg (* 1956): Sohn von Marc Wallenberg, schwedischer Bankier und Industrieller
- Peter Wallenberg junior (* 1959): Sohn von Peter Wallenberg (senior)

## Filme
- Wallenbergs – historien om ett svensk finansimperium. (Die Wallenbergs – Geschichten über ein schwedisches Finanzimperium.) Dokumentarfilm, 2 Teile à 58 Min., Buch und Regie: Gregor Nowinski, Produktion: Sveriges Television (SVT), Erstsendung: Januar 2007, Inhaltsangabe: „Jag ville komma bakom myten.“ („Ich will hinter den Mythos kommen.“) Bilderserie
Zum ersten Male ließ die Wallenberg-Familie intensive Befragungen zu und öffnete ihre Archive mit Dokumenten und Hunderten von Filmen, die bis in die 1920er Jahre zurückreichen.